# Groot-Skopje
Groot-Skopje (Macedonisch: Големо Скопје, Golemo Skopje; Albanees: Shkup of Shkupi) is een bestuurlijk gebied dat de Macedonische hoofdstad Skopje en omliggende plaatsen omvat. Groot-Skopje bestaat uit 10 gemeenten en telde in 2002 515.419 inwoners op een oppervlakte van 571.46 km².
Gemeenten van Groot-Skopje:
| 1. Centar (Центар) 2. Gazi Baba (Гази Баба) 3. Aerodrom (Аеродром) 4. Čair (Чаир) 5. Kisela Voda (Кисела Вода) 6. Butel (Бутел) 7. Šuto Orizari (Шуто Оризари) 8. Karpoš (Карпош) 9. Gorče Petrov (Ѓорче Петров) 10. Saraj (Сарај) |